# Energiesprong

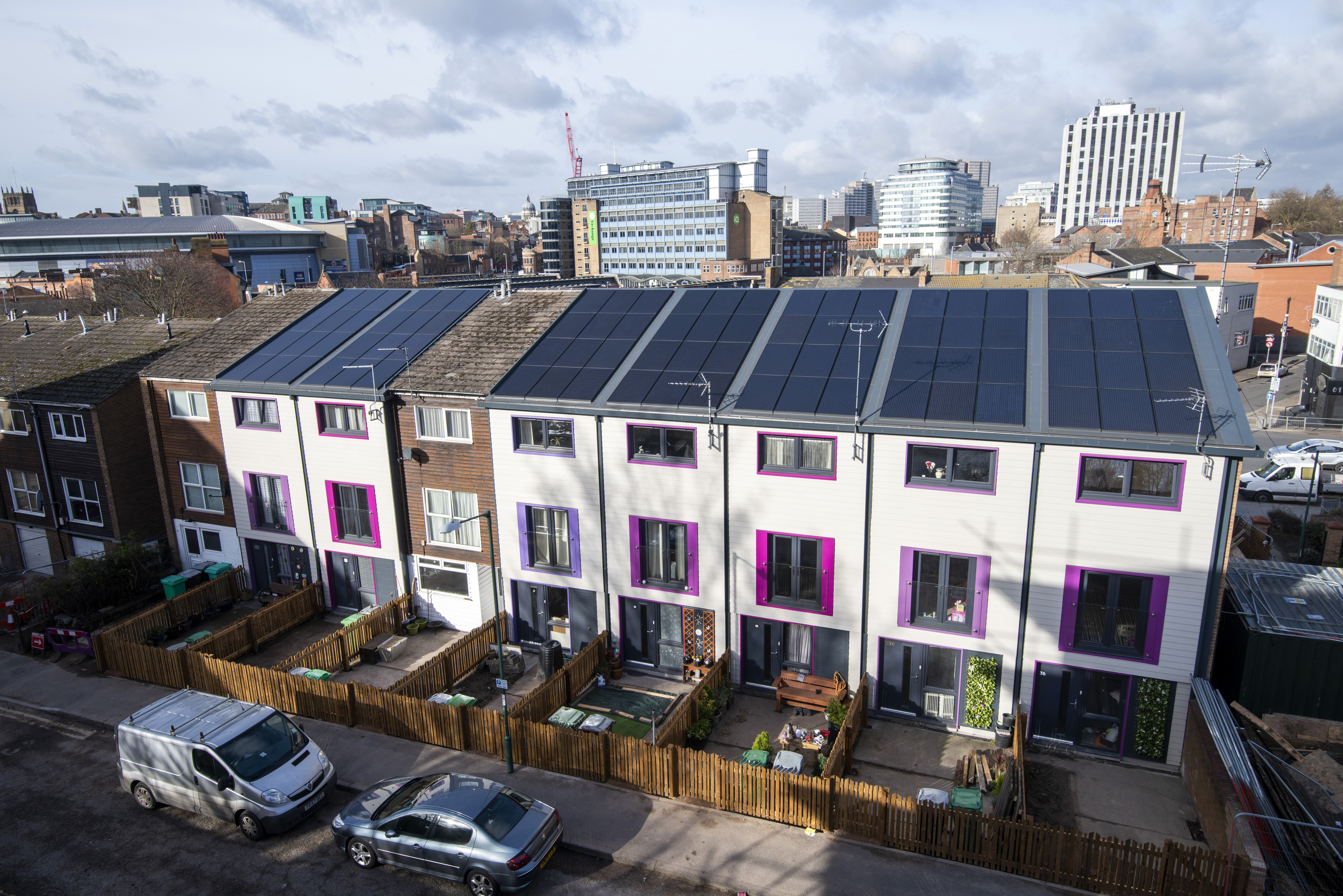
Energiesprong-Pilot in Nottingham, UK.

Energiesprong (niederländisch [enɛrʒi sprɔŋ] für Energiesprung) ist ein Konzept für die energetische Sanierung von Wohngebäuden, das schnelle Umsetzung, Kostenreduktion, Nachhaltigkeit und Mieterfreundlichkeit verspricht. Energiesprong setzt auf industrielle Vorfertigung von Fassaden- und Dachelementen (serielle Sanierung) und den Einsatz von regenerativen Energien, um den sogenannten NetZero-Standard (entspricht dem Nullenergiehaus) zu erreichen. Ziel ist es, eine für alle Beteiligten attraktive Sanierung zu ermöglichen. Dies wird unter anderem über erheblich verkürzte Montagezeiten und warmmietenneutrale Refinanzierung angestrebt. Die dafür erforderlichen Kostensenkungen werden beim seriellen Sanieren durch die Automatisierung in der Produktion und Skaleneffekte in der Massenfertigung erreicht.
Im Herkunftsland, den Niederlanden, sind bereits mehrere tausend Reihenhäuser Energiesprong-saniert worden. Hierbei handelt es sich überwiegend um Einfamilienhäuser mit ähnlicher Geometrie. Die Anlagentechnik besteht typischerweise aus einer Photovoltaikanlage und einem Technikmodul, das eine Luft-Wasser-Wärmepumpe, einen Wärmespeicher, eine Warmwasserbereitung und eine Lüftungsanlage aufnimmt. In Frankreich, Großbritannien und Deutschland gibt es Bestrebungen, das Konzept weiterzuentwickeln. Der Klimaunternehmer Emanuel Heisenberg brachte mit seiner Studie zur Wärmewende 2015 das Konzept nach Deutschland und entwickelte mit dem von ihm gegründeten Start-up ecoworks GmbH die Technologie weiter. Die Deutsche Energie-Agentur (dena) hat ein Programm gestartet, um Energiesprong an deutsche Vorschriften anzupassen und auf Mehrfamilienhäuser zu übertragen. 2020 wurde das erste Pilotprojekt in Deutschland in Hameln durch die Firma ecoworks GmbH fertiggestellt. Die dena vernetzt und fördert Bauunternehmen und Wohnungswirtschaft und konnte Absichtserklärungen für die serielle Sanierung von über 17.000 Wohneinheiten in den nächsten vier Jahren vermelden. 2022 stieg mit LEG Immobilien ein großes, börsennotiertes Immobilienunternehmen ein und setzte ein Pilotprojekt in Mönchengladbach um.

## Hintergrund

### Klimaschutz im deutschen Gebäudesektor
Die deutsche Bundesregierung hat sich das Ziel gesetzt, bis 2030 eine Reduktion der Treibhausgase um 55 Prozent im Vergleich zu 1990 zu erreichen, bis 2050 um mindestens 80 Prozent.
Der Gebäudesektor besitzt hierbei einen signifikanten Anteil. Er repräsentiert 36 Prozent des Endenergieverbrauchs bzw. 13 Prozent des CO2-Ausstoßes in Deutschland. Da fossile Brennstoffe und ungedämmte Gebäudehüllen heute geradezu charakteristisch für die Bestandsgebäude in Deutschland sind, erwächst hieraus eine immense Aufgabe, die vollbracht werden muss, um die allgemeinen Reduktionsziele erreichen zu können. Diese Modernisierung ist unter dem Begriff Wärmewende zusammengefasst. Folgende sektorspezifischen Ziele sind formuliert worden:
- Reduktion der THG-Emissionen um 66 % bis 2030 gegenüber 1990[11]
- klimaneutraler Gebäudebestand bis 2050[11]
- Reduktion des Primärenergiebedarfs um 80 % bis 2050[11]

Das bedeutet, dass durch Energieeffizienz, Sanierung, Wärmedämmung und Umrüstung auf erneuerbare Energien der gesamte Bestand innerhalb der kommenden 30 Jahre modernisiert werden muss. Die Größe dieser Aufgabe lässt sich an folgenden Kennziffern ablesen: In Deutschland gibt es 21,7 Mio. Gebäude. Davon sind 15,7 Mio. Ein- und Zweifamilienhäuser, 3,2 Mio. Mehrfamilienhäuser und 2,7 Mio. Nichtwohngebäude. Vom Energieverbrauch entfallen 64 Prozent auf die Wohngebäude. Hierbei ist besonders hervorzuheben, dass 12 Mio. der Wohngebäude älter als die erste Wärmeschutzverordnung (1979) sind und somit besonders hohe Verbrauchswerte haben. Entsprechend der oben genannten Ziele erfordert dies eine Sanierungsrate von je nach Quelle 1,4 % pro Jahr bis 2 % pro Jahr. Die tatsächliche Sanierungsrate lag in den vergangenen Jahren jedoch nur bei 0,8 % bis 1 % pro Jahr.

### Die Herausforderungen im Gebäudebestand
Aus den oben beschriebenen Zielen und dem Status quo ergeben sich eine Reihe von Herausforderungen. Die erforderliche Erhöhung der Sanierungsquote ist durch die Kapazitäten der Baubranche beschränkt. Neben der Wärmedämmung kommt der Energieversorgung eine zentrale Rolle zu. Das Ziel der Klimaneutralität bedingt den Ausstieg aus fossilen Brennstoffen, der Umstieg auf erneuerbare Wärmeversorgung ist im Bestand jedoch technisch oft anspruchsvoll und kostenintensiv. Die Deutsche Energie-Agentur (dena) hat in ihrer Gebäudestudie 2017 verschiedene Technologiepfade betrachtet. Ein hohes Potenzial wird der Konzentration auf elektrische Wärmepumpen oder einem Technologiemix, der synthetische Brennstoffe integriert, bescheinigt. Unabhängig von der technologischen Lösung wird ein immenses Investitionsvolumen für die Wärmewende benötigt.
Die Kosten einer tiefen energetischen Sanierung sind oft ähnlich hoch wie die für Abriss und Neubau. Da in der BRD mit 55 Prozent ein vergleichsweise hoher Anteil der Menschen zur Miete wohnt, ergibt sich eine weitere Problematik; die der sozialen Folgen. Die Umlegung der Modernisierungskosten auf die Mieten hat das Potenzial, die Legitimation der Wärmewende in ähnlicher Weise zu unterminieren, wie die sozialen Folgen der EEG-Umlage die (elektrische) Energiewende gefährden. Bei selbstgenutzten Eigentumswohnungen und Häusern im Besitz des Bewohners werden Investitionen in die Immobilie als Aufwertung des Eigentums verstanden. Der Eigentümer profitiert selbst von höherer Wohnqualität, erhöht den Wert des Eigentums und kann gegebenenfalls von Förderprogrammen profitieren. In einem Mietverhältnis können aus einem Sanierungsvorhaben eine Vielzahl von Problemen und Konflikten erwachsen. In Zeiten angespannter Wohnungsmärkte kommt hinzu, dass dem Vermieter auch ohne hohe Standards das Einkommen sicher ist. Diese Umstände machen die Sanierung oft für eine oder beide Seiten unattraktiv, was als Mieter-Vermieter-Dilemma bezeichnet wird. Vor diesem Hintergrund ist insbesondere die Sanierung der Bestands-Mehrfamilienhäuser eine Herausforderung, diese stellen das typische Mietshaus in Deutschland dar.

## Das Sanierungskonzept Energiesprong

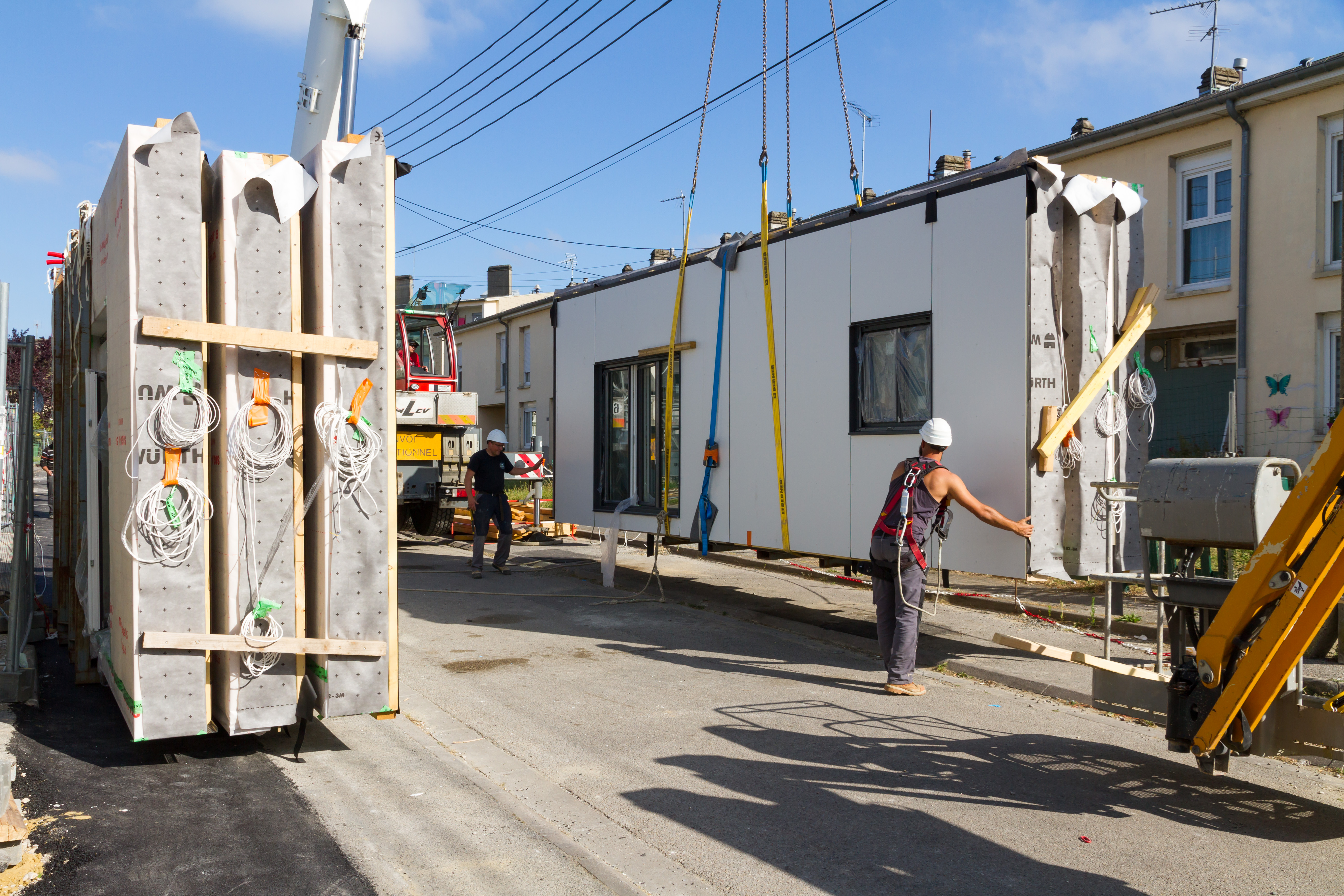
Anlieferung der Fassadenmodule bei der Energiesprong Sanierung in Longueau, FR, 2018.

Das Energiesprong-Konzept ist ein neuartiges Sanierungskonzept, das seinen Ursprung in den Niederlanden hat. Motivation ist es, die tiefgreifende energetische Sanierung von Wohngebäuden, welche Energieeffizienz und Energieversorgung in den Fokus stellt, attraktiver zu gestalten. Energiesprong zielt darauf, die energetische Sanierung von Bestandswohngebäuden durch einen ganzheitlichen Ansatz, Vereinheitlichung von Prozessen in Planung, Produktion und Umsetzung, sowie den Einsatz von moderner Digitaltechnologie und serieller Fertigungstechnik schneller, günstiger und mit weniger Arbeitsaufwand vor Ort durchzuführen als es herkömmliche Herangehensweisen vermögen. Charakteristisch ist neben der seriellen Anfertigung der Fassadenelemente, welche von der Fertigbauindustrie inspiriert ist, die Umstellung der Energieversorgung nach Nachhaltigkeitsaspekten. Das Ziel ist ein energieeffizientes Haus mit sogenanntem NetZero-Standard, was eine ausgeglichene Jahresbilanz von Energieerzeugung und -verbrauch im Objekt umschreibt. Vorwiegend wird dies durch den Einsatz von PV-Modulen, Wärmepumpen und Wärmerückgewinnung in der Raumlufttechnik technisch umgesetzt. Neben Fragen der technologischen und ökonomischen Optimierung, soll sichergestellt werden, dass soziale Interessen Beachtung finden. Gelingt es, die Attraktivität der Energiesprong-Sanierung für alle Stakeholder unter Beweis zu stellen, ergibt sich ein großes Potenzial im deutschen Gebäudebestand. Die Skalierbarkeit ist somit sowohl Mittel und inhärente Bedingung für die Wirtschaftlichkeit einzelner Projekte als auch politisches Ziel, in der Debatte um die Umsetzung von Klimaschutz unter ökonomisch und sozial verträglichen Bedingungen.
Neben Energiesprong gibt es weitere konzeptionelle Ansätze für die Einführung von serieller bzw. industrieller Sanierung in der Bauwirtschaft. In ganz Europa gibt es bereits fertiggestellte Prototypen und Pilotprojekte. Das in den Niederlanden entstandene Energiesprong-Konzept hebt sich hervor, da schon 5.000 Wohnhäuser in den Niederlanden Energiesprong-saniert worden sind, einige weitere in Frankreich und Großbritannien. Dabei handelt es sich meist um Reihenhäuser, aber auch Mehrfamilienhäuser wurden auf diese Weise saniert.
Der Begriff Energiesprong bedeutet Energiesprung und wurde von einer Non-Profit-Organisation in den Niederlanden geprägt, welche heute den Namen Stroomversnelling trägt. In Deutschland gibt es im Frühjahr 2020 noch keine abgeschlossenen Energiesprong-Projekte. Die Deutsche Energie-Agentur (dena) hat sich zum Ziel gesetzt, Energiesprong hierzulande zu fördern, die Ausweitung auf Mehrfamilienhäuser zu forcieren und mittelfristig eine hohe Attraktivität für Akteure in der Bauwirtschaft zu erreichen. Dazu gibt es zahlreiche Aktivitäten und Veranstaltungen, um Energiesprong an deutsche Regulierungen anzupassen, die Entwicklung von Produkten und Dienstleistungen bei Unternehmen anzustoßen, die Nachfrage bei Eigentümern auf eine kritische Masse zu bringen und die Unternehmen aus Bau- und Wohnungswirtschaft zu vernetzen.

## Die Prozessschritte im Energiesprong-Verfahren
Der innovative Ansatz des Energiesprong-Konzepts zielt in mehrfacher Hinsicht auf Vereinheitlichung, Standardisierung und Skalierung. Moderne, digitale Technologien werden integriert und ermöglichen serielle Vorfertigung mit der nötigen Flexibilität für spezifische Anpassungen. Ganzheitliche Dienstleistungsmodelle, die langfristig Funktion und Betrieb überwachen oder Contracting integrieren, runden das Konzept ab. Folgende Prozessschritte sind hierbei von besonderem Interesse:

### Digitales Aufmaß

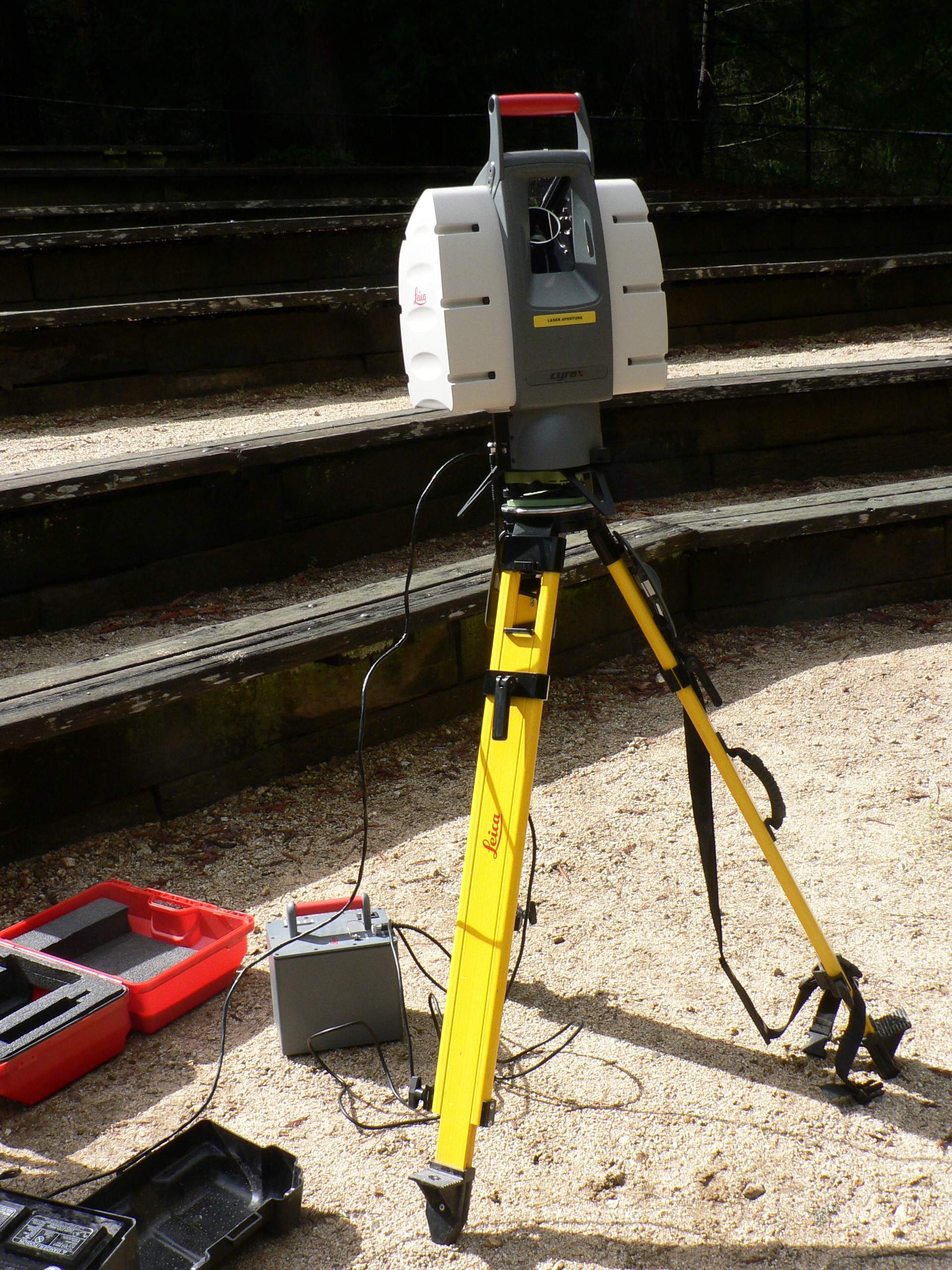
3D-Laserscanner für die Vermessung und Erstellung digitaler Punktwolken.

Grundlage für eine Standardisierung der Arbeitsschritte bildet der Einsatz von moderner Vermessungstechnik in Form von 3D-Laserscan-Technologie. Um eine Vereinheitlichung bei der Fertigung bei gleichzeitig individuell angepassten Maßen zu ermöglichen, ist eine digitale Abbildung des zu sanierenden Gebäudes nötig. Da eine umfassende Dokumentation bei Bestandsbauten selten gegeben ist, ist eine Datenaufnahme erforderlich. Hierzu kommen Vermessungsverfahren wie terrestrisches Laserscanning (TLS) zum Einsatz. Moderne 3D-Scan-Geräte ermöglichen es, Innenräume und ganze Gebäude mit hoher Auflösung und vergleichsweise geringem Zeitaufwand zu vermessen. Dabei projiziert der Scanner Laser- oder andere Lichtstrahlen auf das Objekt und errechnet auf Grundlage der Reflexion die Position einzelner Punkte des Objekts. Auf diese Weise werden pro Sekunde mehrere hunderttausend Punkte vermessen, welche in der digitalen Ausgabe ein dreidimensionales Modell aus Positionspunkten, eine sogenannte Punktwolke ergeben. Je nach Technik kann eine Genauigkeit im Millimeterbereich und darüber hinaus erreicht werden. Im Postprocessing werden die Punktwolken mittels spezifischer Software verarbeitet. Erst werden alle Scans halbautomatisch in eine Punktwolke des gesamten Objekts und anschließend in ein CAD-kompatibles Modell überführt. 3D-Scanner mit integrierten Kameras ermöglichen es, farbige Punktwolken zu erstellen. Bei Bedarf können mit Drohnen Scans aus der Luft durchgeführt werden. Bei einem Mehrfamilienhaus typischer Größe liegen die Kosten für eine solche Vermessung und Modellerstellung im vierstelligen Bereich.

### Digitale Planung
Mittels der zuvor beschriebenen Technik ist es auch in der Arbeit mit Bestandsobjekten möglich, digitale Modelle mit hoher Genauigkeit zu erstellen. Diese bilden die Grundlage für die Planung. Für eine serielle Sanierung sind diese Modelle sogar zwingend notwendig. Nur so können die Elemente für die Gebäudehülle millimetergenau an das Objekt angepasst werden. Des Weiteren ist dies auch Voraussetzung für die Vorfertigung in hochautomatisierten Fabriken. Darüber hinaus ermöglichen die in der digitalen Planung standardisierten Verfahren erhebliche Zeitersparnis in Angebotserstellung und Entwurfsplanung auf Grundlage einer gewissen Basis ähnlicher Projekte.
Die Idee der digitalen Optimierung von Prozessen der Baubranche ist nicht erst über serielles Sanieren entstanden. Unter dem Begriff Building Information Modelling (BIM) firmieren die Vorstellungen der digitalen Revolution in der Baubranche. Auch hier spielen Standardisierung, Vereinheitlichung und Integration entscheidende Rollen; Ziel ist es, dass alle Akteure in allen Lebensphasen des Gebäudes dasselbe Modell verwenden, in dem sämtliche Informationen versammelt sind. Die Nutzung von BIM im Energiesprong-Prozess ist nur folgerichtig, angesichts der inhärenten Anwendung digitaler Innovationen. Mit RenoBIM gibt es bereits eine BIM-kompatible Software, deren Fokus auf Sanierungsprojekten liegt.
Entgegen der konventionellen Herangehensweise sieht Energiesprong keine bauteilorientierte Ausschreibung vor, sondern Ausschreibung nach bestimmten Qualitäts- und Servicekriterien. Die Idee dahinter soll dem Hersteller ermöglichen frei zu wählen, mit welcher technischen Lösung die Vorgaben erfüllt werden, die der Planer gibt.

### Modulare Vorfertigung
Kernidee der seriellen Sanierung ist die industrielle Vorfertigung von Modulen, die auf der Baustelle nur noch montiert werden müssen. Hierbei wird auf Kenntnisse der Fertighausbranche zurückgegriffen. Neben den Fassaden- und Dachelementen für die Gebäudehülle ist auch die modulare und somit serielle Fertigung der Energieversorgungsanlagen erwünscht. Dank der digitalen Vermessung und Planung kann die sogenannte Industrie 4.0, bzw. eine entsprechend ausgestattete Fabrik ihre Innovationen ausspielen und die einzelnen Elemente hochautomatisiert und dennoch den individuellen Maßen und Anforderungen entsprechend produzieren. Diese individualisierte Massenproduktion hat den Begriff series-of-one hervorgebracht. Die auf diese Weise erreichte Automatisierung und Skalierung soll erhebliche Kosteneinsparung ermöglichen. Eine solche Fabrik der Zukunft wird im Rahmen des EU-Forschungsprogramms Interreg North Sea Region im Projekt Indu-Zero entwickelt. Sie soll einmal 500 Fassadenelemente pro Tag produzieren können. Heute geschieht die serielle Produktion noch in weitgehend konventioneller Produktion: teilautomatisiert unter Einsatz von CNC-Maschinen mit vergleichsweise hohem Arbeitsaufwand und ist vergleichbar mit der Produktion von Fertighäusern oder Fertigbädern. In dem Werk von Bouwgroep Dijkstra Draisma B.V. (BGDD) werden einzelne Arbeitsschritte bereits von Robotern erledigt.
Neben dem Kostenvorteil durch verringerten Personaleinsatz wird damit gerechnet, dass Fabrikfertigung mit Qualitätskontrollen Baukosten senken kann, die auf Personal- und Materialfehlern basieren. Schätzungen zufolge machen Fehler in Planung und Installation 20 Prozent der globalen Baukosten aus. Weitere Vorteile der Vorfertigung sind reduziertes Abfallaufkommen und geringere Lärm- und Staubbelastung auf der Baustelle. Auf die Eigenschaften der modularen Elemente wird unten genauer eingegangen.

### Bau und Montage

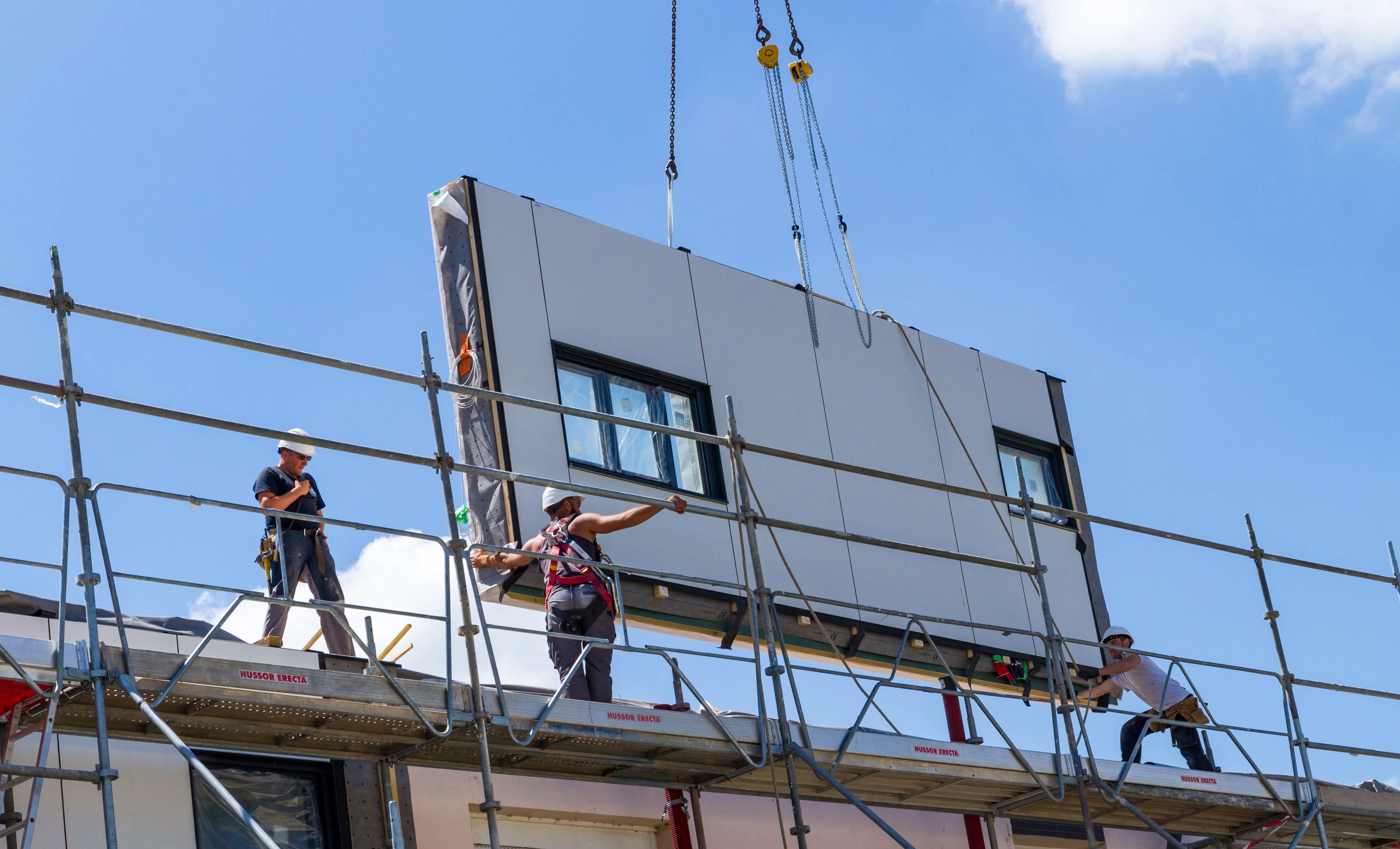
Montage der Fassadenmodule bei der Energiesprong Sanierung in Longueau, FR, 2018.

Der hohe Vorfertigungsgrad bei serieller Sanierung ermöglicht stark reduzierte Montagezeiten. Die Dach- und Fassadenelemente werden per Baukran in ihre Position gebracht und dort von Arbeitern montiert. Die Befestigung erfolgt z. B. über Halterungen, die auf Höhe der Geschossdecken in die Fassade eingebracht werden. Auch die Auflagerung auf Betonfundamente ist möglich. Diese Montage verringert die Bauzeiten am Objekt erheblich und wirkt sich positiv auf Arbeitskosten und Beeinträchtigung der Mieter aus. Ist kein Umbau der Anlagentechnik und Leitungsführung innerhalb der Wohnungen nötig, kann die Sanierung sogar in durchgängig bewohntem Zustand erfolgen. Die vorbereitenden und begleitenden Maßnahmen für die Gebäudehülle sind überschaubar: Einrüstung des Gebäudes, Anbringen der Halterungen, Ausbau der Fenster und Außentüren, Freilegen des Dachstuhls, Perimeterdämmung und Dämmung der Kellerdecke. Komplizierter wird es bei der Anlagentechnik, die im Abschnitt weiter unten thematisiert wird.
Forschungsprojekte haben gezeigt, dass serielles Sanieren das Potenzial hat, Bauzeiten signifikant zu verringern. Beispielsweise kann für die Montagezeit eines Fassadenmoduls mit drei Monteuren eine Stunde kalkuliert werden. Bei Einfamilienhäusern gelangen auf diese Weise bereits Sanierungen innerhalb von ein bis zwei Tagen. Insgesamt könne die Bauzeit im Vergleich zu herkömmlicher energetischer Sanierung um 18 bis 44 Prozent verkürzt werden. Bei Mehrfamilienhäusern ist der erwartbare Aufwand stark von der Art des Bestands und dem Umfang der Maßnahmen abhängig.

### Betrieb
Das Energiesprong-Konzept beinhaltet die Garantie des NetZero-Standards. Folgerichtig bieten die Anbieter von Energiesprong-Sanierungen überwiegend Serviceverträge an, die neben der langfristigen Wartung und Instandhaltung, Monitoring und Energiemanagement enthalten. Darüber hinaus gehen Contracting-Modelle. Auf diese Weise kann auch ein Teil der Finanzierung vom Generalübernehmer geleistet und langfristig über Wärme- und Stromlieferverträge refinanziert werden.

## Gebäudehülle und Dämmung
Ein zentraler Bestandteil der Energiesprong-Sanierung ist die Verringerung des Energieverbrauchs. Das größte Potenzial liegt im Bereich des Heizenergiebedarfs. Typische Reihen- und Mehrfamilienhäuser aus den 1950er bis 1980er Jahren haben meist keine Außendämmung und kommen auf Bedarfswerte von 100–130 kWh/m²/a oder darüber. Gängige Sanierungsmaßnahmen wie Dämmung von Fassaden, Kellerdecken und Dächern, sowie Fensteraustausch ermöglichen es, die Wärmeverluste und somit den Wärmebedarf auf einen Bruchteil zu verringern. Diese Maßnahmen sind ebenso bei Energiesprong Teil der Sanierung. Nach der Umsetzung soll der Heizwärmebedarf bei 30 bis 40 kWh/m²/a liegen und die Vorgaben des Effizienzhaus 55 der KfW-Bank erfüllt werden. Auch in der Umsetzung hebt sich das Energiesprong-Konzept durch Vereinheitlichung der Prozesse und Arbeitsschritte ab. Statt wie üblich die Sanierungsmaßnahmen vor Ort umzusetzen, werden Elemente vorgefertigt. Diese werden auf Basis digitaler Aufmessung und Planung maßfertig produziert. Für die neue Gebäudehülle werden Fassade und Dach modulweise vorgefertigt. Die Elemente basieren auf Holzrahmen- oder Stahlrahmenkonstruktionen, besitzen die Höhe eines Stockwerks, eine Breite von beispielsweise 7 Metern und umfassen die Dämmschicht, neue Türen und Fenster und die neue Fassaden-Oberfläche. Darüber hinaus wird von einigen Herstellern die Integration von Rollläden, Lüftungsanlagen und/oder Versorgungsleitungen in die Fassadenelemente geplant.
Die Fertigung erfolgt extern in der Fabrik ähnlich der Fertigbauindustrie. Durch die exakte digitale Aufnahme des Bestandsobjekts ist eine millimetergenaue Planung und Fertigung, die den individuellen Gegebenheiten entspricht, möglich. Die Innovationen der sogenannten Industrie 4.0 können hier ihre Stärken ausspielen: standardisierte und somit skalierte Produktion bei zugleich individuell anpassbaren Produkten. Das Produkt sind Fassaden- und Dachelemente, die nach dem Baukastenprinzip montiert werden können und sich wie eine zweite Hülle um das Gebäude legen. Die Fassadenoptik ist dabei recht frei konfigurierbar, was Ästhetik und individuelle Optik ermöglicht. Die neuen Fenster sind in die Fassadenelemente integriert und sind maßstabsgetreu zu den alten Fenstern. Da sie jedoch vorgestellt sind und die alten Fenster entfernt werden, wird die Fensterlaibung auf der Innenseite tiefer und es entsteht etwas mehr Raum. Bei Integration eines dezentralen Lüftungssystems bietet sich der Einbau von mechanischen Fensterlüftern, die in die Fassade integriert werden, an. Balkone stellen eine Herausforderung dar. Zum Teil wird der Rückbau mit gegebenenfalls anschließendem Neubau mittels Ständerbalkon bevorzugt.

## Anlagentechnik und Energiekonzept
Eine Sanierung der Gebäudehülle genügt nicht, um die Energiesprong-Kriterien zu erfüllen. Von technischer Seite ist darüber hinaus die Einhaltung des sogenannten NetZero-Standards vorgesehen.

### NetZero
Der sogenannte NetZero-Standard beschreibt einen Gebäudestandard mit energetisch ausgeglichener Jahresbilanz und entspricht somit dem deutschen Begriff Nullenergiehaus. Das Soll in dieser Bilanz umfasst alle Endenergieverbräuche, die auf der Versorgung mit Heizwärme, Warmwasserbereitung, Lüftung und Haushaltsstrom basieren. Diese können auf der Habenseite durch vor Ort regenerativ erzeugte Energie ausgeglichen werden, z. B. durch den Betrieb von Photovoltaikanlagen. Der NetZero-Standard sieht somit nicht vor, eine autarke Energieversorgung zu erreichen. Solar erzeugter Strom wird in der Bilanzierung gutgeschrieben, unabhängig vom Verhältnis von Eigenverbrauch zu Netzeinspeisung. Des Weiteren wird in der Rechnung nicht zwischen thermischer und elektrischer Energie unterschieden. Der überwiegende Teil der Energiesprong Projekte arbeitet mit Photovoltaik zur Energieerzeugung. Der Einsatz von anderen nachhaltigen Technologien, wie Solarthermie, Pelletkessel oder BHKW wird bei Energiesprong bisher kaum in Betracht gezogen.
Die Integration der Photovoltaikanlage kann als Auf-Dach- oder In-Dach-Modell erfolgen. Die Auslegung erfolgt neben üblichen Parametern, wie der verfügbaren Dachfläche, vor allem nach den Berechnungen gemäß NetZero-Vorgaben. Die erwartbare Ertragsmenge muss die kalkulierten Energieverbräuche aufwiegen. In der Konstellation PV-Anlage mit Wärmepumpe zur Wärmeversorgung ist die angenommene Jahresarbeitszahl (JAZ) der Wärmepumpe von entscheidender Bedeutung. Sie beschreibt wie viele thermische Kilowattstunden pro eingesetzter elektrischer Kilowattstunde erzeugt werden.
In einem Dokument der Deutschen Energie-Agentur (dena) wird eine JAZ von 3,0 angenommen. Das bedeutet, es wird mit einer durchschnittlichen Leistungszahl, dem COP (Coefficient of Performance) von 3,0 gerechnet. Ein solcher Wert ist in der Fachwelt umstritten. Insbesondere bei Luft-Wasser-Wärmepumpen ist der Wirkungsgrad COP stark abhängig von der Temperaturdifferenz und somit von der Außentemperatur. Studien zeigen: In der Realität liegt die JAZ oft deutlich unter 3. Für die Berechnung der NetZero-Energiebilanz bedeutet eine JAZ von 3, dass der PV-Jahresertrag die Kriterien erfüllt, sobald der Jahresstromverbrauch und ein Drittel des Wärmebedarfs übertroffen werden.

### Anlagentechnik
Die Prinzipien der Modularität und Vorfertigung gelten auch für die Anlagentechnik. Im Rahmen von Energiesprong und anderer serieller Sanierungen in den Niederlanden wurden bereits Energiemodule für Einfamilien- und Reihenhäuser entwickelt und installiert. Diese enthalten z. B. PV-Umrichter, Lüftungsanlage, Warmwasserbereitung und einen Wärmeerzeuger (Wärmepumpe oder Gastherme) und sind für die Installation neben dem Gebäude oder im Dachstuhl konzipiert. Es wurden neue Anschluss- und Verbindungssysteme entwickelt, wodurch die Installationszeit der Anlagentechnik auf bis zu zwei Stunden pro Einheit reduziert werden konnte. Die Kosten der Energiemodule konnten bereits reduziert werden und sollen durch Skalierung weiter sinken.
Analog dazu gibt es Konzepte für Mehrfamilienhäuser. Diese basieren beispielsweise auf einem Container, der sämtliche Haustechnik versammelt und im Keller, im Dachboden oder neben dem Gebäude platziert werden kann. Gebäude, die bereits im Bestand über zentrale Heizungs- und Warmwassersysteme versorgt werden, sind durch solche Konzepte leicht zu versorgen. Komplizierter wird es bei dezentraler Wärmeversorgung, da in diesen Fällen keine Verteilsysteme bestehen, die genutzt oder umgebaut werden können. Hier gibt es Ansätze, die die Installation von dezentralen Energiemodulen in den Wohnungen vorsehen, ähnlich denen der Reihenhauskonzepte. Alternativ dazu gibt es Konzepte für Fassadenelemente, die die Verteilleitungen aufnehmen. Dies kann die Umstellung von dezentraler auf zentrale Versorgung ermöglichen oder eine Leitungssanierung im Falle maroder Anlagensysteme umgehen. Aus ökonomischen Gründen ist es sinnvoll, bestehende Verteilleitungen weiter zu nutzen. Dank des verringerten Heizwärmebedarfs genügen im Vergleich zum Status quo geringere Vorlauftemperaturen, weshalb ein Wechsel von verbrennungsbasierter zu elektrischer Wärmeerzeugung gelingen kann. Bei zentralen Konzepten ist aus hygienischen Gründen eine Warmwasser-Vorlauftemperatur von 60 °C erforderlich. Dies kann im Zusammenspiel mit Luft-Wasser-Wärmepumpen ein Problem darstellen, da diese bei hohen Temperaturdifferenzen schlechte Wirkungsgrade liefern. Eine Verringerung der Warmwassertemperatur ist durch den Einsatz von Ultrafiltration möglich. Dies wird z. B. von der Fa. Ecoworks GmbH geplant.
Das Energiesprong-Konzept sieht den Einbau einer kontrollierten Wohnraumlüftung vor. Dies ermöglicht die Gewährleistung des nötigen Luftaustausches und minimiert die damit verbundenen Wärmeverluste mittels Einsatz von Wärmerückgewinnung. Die meisten Bestandsbauten besitzen keine Lüftungsanlage. Gerade bei Mehrfamilienhäusern ist das Nachrüsten einer gebäudezentralen Lüftungsanlage und der Verteilungsleitungen sehr aufwendig. Eine Alternative sind dezentrale Anlagen, hier wird zwischen wohnungszentral und raumzentral unterschieden. Eine wohnungszentrale Anlage benötigt Abhangdecken für den Anschluss aller Räume. Eine weitere Möglichkeit sind raumbasierte Lüftungen, welche beispielsweise in der Fensterbank integriert sind. Letztere können in die modularen Fassadenelemente aufgenommen werden, wodurch je nach Projekt, der Eingriff in die Wohnung unnötig wird.
Ein Energiemanagementsystem regelt das Anlagensystem. Beispielsweise ist es für die Wirtschaftlichkeit bedeutend, die Wärmepumpe vorzugsweise in Zeiten zu betreiben, in denen die PV-Anlage Strom generiert, um den Bezug von teurem Netzstrom zu reduzieren. Dabei dient der Wärmespeicher als Puffer, der die zeitliche Verschiebung von Stromertrag und Wärmenachfrage überbrückt. Eine Batterie kommt als zusätzlicher Energiespeicher in Betracht, wenn der Nutzen die Investition trägt.
Darüber hinaus sieht das Energiesprong-Konzept die Ausstattung mit modernen Monitoringsystemen vor. Die digitalisierte Echtzeit-Erfassung aller relevanten Energieverbräuche dient der Optimierung, der Kontrolle der Ziele und der Transparenz für die Nutzer. Neben modernen Energiezählern und Sensoren gehört eine Energiezentrale mit Dashboard für jeden Nutzer zum System. Zusätzlich besteht die Option, weitere Energiesparmaßnahmen über eine Interaktion mit den Nutzern anzuregen oder umzusetzen.

## Akteure und Wirtschaftlichkeit
Die Deutsche Energie-Agentur (dena) betont in ihren Veröffentlichungen, dass die für den Erfolg von Energiesprong notwendigen Skalierungseffekte eine hohe Nachfrage voraussetzen. Dafür müsse eine hohe Attraktivität für alle Stakeholder erreicht werden. Da sich die Markteinführung von Konzepten des seriellen Sanierens und der entsprechenden Produkte in Deutschland noch im Aufbau befindet, wirken die ökonomisch entscheidenden Skalierungsfaktoren noch nicht. Stattdessen lasten auf den Prototypen Entwicklungskosten. In den Niederlanden wurden seit der Sanierung der ersten Reihenhäuser 2014 bereits nennenswerte Kostenreduktionen erzielt. In Deutschland müssen die Hersteller ihre Produkte an die abweichenden Vorschriften anpassen. Außerdem liegt der Fokus eher auf Mehrfamilienhäusern. Daher ist anzunehmen, dass die Pilotprojekte, die zurzeit in Deutschland umgesetzt werden, nur durch die Förderung des EU-Programms Interreg NWE MustBe0 finanzierbar sind. Laut dena erfüllen die Energiesprong-Projekte die Kriterien für das Effizienzhaus 55 der KfW-Bank und sind somit für entsprechende Kredit- und Förderprogramme qualifiziert. Nach einer Berechnung der Green Alliance kostete der erste britische Energiesprong-Pilot 2018 ca. 75.000 britische Pfund netto pro Reihenhauseinheit, somit ca. 50 % mehr als niederländische Sanierungsprojekte in 2018, aber schon wesentlich weniger als die ersten Pilotprojekte, die 2010 in den Niederlanden umgesetzt wurden. Durch Weiterentwicklung und Skalierung erwarte man, dass 2025 eine Größenordnung von 35.000 britischen Pfund erreicht werde, eine Projektzahl von 5.000 Sanierungen pro Jahr vorausgesetzt. Diese Größenordnung würde auch ohne Subventionen am Markt bestehen.
Das Energiesprong-Konzept verändert die Rollen der beteiligten Akteure und ihre Gewichtung. Im Vergleich zur konventionellen Sanierung kommt der industriellen Fertigung eine größere Bedeutung zu, während die handwerklichen Arbeiten vor Ort an Umfang verlieren. Im Folgenden werden die für Energiesprong relevanten Akteure und ihre Rolle bzw. Perspektive beim seriellen Sanieren beschrieben.

### Der Generalübernehmer
Der Generalübernehmer (GÜ) ist ein Planungsunternehmen, bei dem alle Fäden eines spezifischen Energiesprong-Projekts zusammenlaufen. Dieses Unternehmen wird vom Eigentümer beauftragt und ist für alle Aspekte des Projekts verantwortlich. Es agiert als sogenannter One-Stop-Shop für den Auftraggeber, das heißt, es übernimmt alle Leistungen im Rahmen der Sanierung oder beauftragt Dritte. Der Eigentümer erhält einen Pauschalpreis, alle Leistungen aus einer Hand und hat nur einen Ansprechpartner. Der Generalübernehmer bündelt alle Leistungen, die das Sanierungsprojekt umfasst: Von Architekturplanung und TGA-Planung, über Organisation, Umsetzung und Inbetriebnahme, bis zu Service und Monitoring im Betrieb. Auch die Integration von Finanzierungsmodellen wie Wärme-Contracting oder Mieterstrommodell ist möglich. Die Idee dahinter ist, ein ganzheitliches Produkt zu bieten. Der Eigentümer schließt einen Bauvertrag ab und gegebenenfalls Wartungs- und Instandsetzungsverträge und/oder einen Wärmeliefervertrag. Er erhält von einem Vertragspartner vollumfängliche Leistungen und umfangreiche Garantien. Diese umfassen langjährige Qualitätsgarantien durch Generalübernehmer und Zulieferer (10–30 Jahre), die neben der Funktion die Einhaltung der NetZero-Kriterien und somit der Energiekosteneinsparungen garantieren. Letztere sollen nach zwei Jahren erreicht und mittels Monitoring nachgewiesen werden.
Einige der Energiesprong-Projekte in Deutschland werden von dem Generalübernehmer Ecoworks GmbH umgesetzt. Ecoworks sieht neben dem Abschluss eines Bauvertrags mit Pauschalpreis Wärme- und Stromlieferverträge über 15 Jahre vor. Somit ist der Generalübernehmer in diesem Fall auch Energie-Contractor. Der niederländische Hersteller renolution B.V. plant die Entwicklung eines Franchise Modells, um Planung und Produktion zu vereinen, während Montage und Installation ausgelagert werden.
Die Entwicklung serieller Sanierung ergibt neue Geschäftsmodelle. Je nach Erfolg des Energiesprong Konzepts, könnte dies einige Veränderungen im Markt für die Unternehmen der Baubranche bedeuten.

### Die Wohnungswirtschaft
In Deutschland sind Wohnungsunternehmen der typische Eigentümer der für Energiesprong-Sanierung infrage kommenden Mehrfamilienhäuser. Das Energiesprong-Konzept verspricht die Lösung vieler Probleme, die sich bei Sanierung für solche Unternehmen ergeben. Diese sind vor allem Refinanzierung, Planungsaufwand und Konflikte mit Mietern wegen Umlage der Kosten auf die Miete, Störung während der Umsetzung, Zugang zu Wohnungen für bauliche Maßnahmen, Angst vor Verdrängung etc.
Anders als bei konventioneller energetischer Sanierung soll Energiesprong die Refinanzierung primär durch Energieeinsparung und Steigerung des Immobilienwerts erreichen. Das Ziel ist, die Kaltmiete nur so weit zu erhöhen, dass die Warmmiete konstant bleibt. Auf Grundlage der NetZero-Berechnung lassen sich die Einsparungen kalkulieren. Diese Ersparnis wird vom Generalübernehmer garantiert. Mittelfristig soll serielle Sanierung günstiger sein als konventionelle. Bis dies erreicht wird, sind Fördermittel für serielles Sanieren notwendig um wettbewerbsfähig zu sein. Außerdem wird auf das sogenannte Kopplungsprinzip verwiesen: Stehen bei einem Objekt ohnehin umfangreiche Instandsetzungsmaßnahmen an, lässt sich eine tiefe Sanierung durch das Gegenrechnen dieser Kosten wirtschaftlicher darstellen. Durch serielles Sanieren kann die Mieterstörung minimiert werden und im Idealfall muss kein Bewohner seine Wohnung für die Dauer der Sanierung verlassen.
Eine Energiesprong-Sanierung mit Energie-Contracting kann für Wohnungsunternehmen weitere Vorteile bieten. Über Wärmelieferverträge lassen sich Finanzierungswege erschließen. Außerdem kann der Contractor die Umsetzung eines Mieterstrommodells übernehmen. Aufwand und Risiko entfallen dann für das Wohnungsunternehmen. Hinzu kommt, dass das Gewerbesteuerprivileg für Wohnungsunternehmen gefährdet ist, wenn diese Strom an ihre Mieter verkaufen und somit rechtlich von der reinen Immobilienverwaltung abweichen.

### Die Bauwirtschaft
Serielles Sanieren bewirkt eine Verlagerung eines Teils der Wertschöpfung von der Baustelle in die Fabrik. Die Industrie fertigt nicht nur Komponenten am Fließband. Stattdessen soll sie Komplettlösungen anbieten, die modular aber letztendlich als ganzes System produziert werden. Für die angestrebten massiven Kostensenkungen ist neben der Aufbereitung von digitalen Input-Daten die Entwicklung von hochautomatisierten Produktionen, die Module individueller Gestalt am Fließband produzieren können, erforderlich. Eine solche "flexible Fabrik" für serielle Sanierung existiert noch nicht, es gibt jedoch Forschungsprogramme und das Bauunternehmen renolution gibt an, den Bau einer Fabrik zu planen. In den Niederlanden hat das Bauunternehmen Royal BAM Group einen Teil der bisherigen Energiesprong-Sanierungen durchgeführt. Um die Fassaden- und Anlagenmodule zu entwickeln, wurden Kooperationen mit acht Partnerfirmen abgeschlossen.
Die Reduktion der auf der Baustelle benötigten Arbeitskraft könnte eine Entlastung für den Sektor darstellen, der in Teilen einen Fachkräftemangel beklagt. Eine steigende Sanierungsquote würde dem jedoch entgegenstehen.

### Die Mieter
Energiesprong verspricht attraktive energetische Sanierung für alle Seiten, auch die Bewohner. Im Ergebnis soll der Mieter einen erhöhten Wohnkomfort bei nahezu unveränderten Gesamtkosten erhalten. Diese Gesamtkosten setzen sich aus Nettokaltmiete, Betriebs- und Heizkosten und Haushaltsstrom zusammen. Die Refinanzierung der Investition erfolgt über die Erhöhung der Kaltmiete, was sich aufgrund der Energieeinsparungen nicht in der Warmmiete niederschlagen soll.
Falls keine Arbeiten in den Wohnungen nötig sind, ergeben sich im Vergleich zu herkömmlichen Sanierungen verringerte Mieterbeeinträchtigungen durch reduzierte Bau- und Montagezeiten. Hierbei kommt insbesondere die Zeiteinsparung der Fassadenarbeiten zum Tragen.

### Die Gesellschaft
Die deutsche Bundesregierung hat im Gebäudebereich ambitionierte Klimaschutzziele gesetzt. Serielles Sanieren hat das Potenzial, die in diesem Zusammenhang wichtige Sanierungsquote zu erhöhen, indem hemmende Faktoren wie Wirtschaftlichkeit und Fachkräftemangel adressiert werden. Das Energiesprong-Konzept beinhaltet zudem Ansätze, die, auf sozialen Fragen beruhendes Konfliktpotenzial, reduzieren. Um ein gesamtgesellschaftlicher Erfolg zu werden, darf energieeffizientes Sanieren kein Luxus sein. Analog zur Energiewende ist das Gelingen der Wärmewende von politischen Entscheidungen abhängig, etwa von der Ausgestaltung von Förderprogrammen.
Für die sogenannte Wärmewende, den Umstieg von fossilen auf erneuerbare Quellen für die Bereitstellung von Heizung und Warmwasser, gibt es verschiedene technologische Möglichkeiten, die in der Gebäudestudie der dena "Szenarien für eine marktwirtschaftliche Klima- und Ressourcenpolitik 2050 im Gebäudesektor" ausführlich beschrieben werden. Wählt die Gesellschaft einen Technologiepfad, der auf Elektrifizierung in Form von Wärmepumpen setzt, wie es im Energiesprong-Konzept angelegt ist, hat dies Einfluss auf das elektrische Energiesystem und die elektrische Energiewende. Der NetZero-Standard hat zur Folge, dass entsprechende Gebäude im mitteleuropäischen Klima im Sommer viel Strom ins Stromnetz einspeisen, während sie im Winter die Anforderungen an das Netz in Strommenge und Spitzenlast steigern.
Im Vergleich zu diesen systemischen Fragen erscheint der Diskurs um die optische Erscheinung der Häuser und Städte eher nachrangig. Die dena betont diesen Aspekt im Energiesprong-Konzept jedoch und erhebt die optische Attraktivität sogar zu einem der Grundkriterien, mit denen Energiesprong überzeugen soll. Die Industrie 4.0 ermöglicht es, Vorteile der Massenproduktion aufzunehmen, ohne gestalterischem Anspruch zu entsagen. Die Gestaltung der Fassadenelemente erlaubt Vielfalt, wie zahlreiche Fotos von Energiesprong-Projekten beweisen. Die architektonischen Möglichkeiten bleiben trotz Massenproduktion bestehen, und auf diesem Weg könnte anspruchsvolle Optik in Zukunft wieder bezahlbarer werden, als es Neubauten und Sanierungen heutzutage vermitteln.

## Einschränkungen in der Gebäudeauswahl
Da serielles Sanieren und Energiesprong noch in der Markteinführung begriffen und somit weder technisch zu Ende entwickelt sind noch die erforderlichen Kosteneinsparungen realisieren können, beschränken die Generalübernehmer die infrage kommenden Gebäude. So wird die Auswahl aktuell beschränkt auf Gebäude mit einfacher Kubatur, d. h. unkomplizierter Fassadengeometrie. Um die Pilotprojekte trotz Prototyp-Charakter annähernd wirtschaftlich darstellen zu können, wird eine Wohnfläche von mindestens 800 m² mit Wärmeverbräuchen über 130 kWh/m²/a angesetzt. Weitere Bedingungen sind genügend Platz für Montagearbeiten und die neue Gebäudehülle. Die Höhe der einzelnen Gebäude ist auf vier Geschosse beschränkt, damit im Verhältnis zur Nutzfläche ausreichend Dachfläche für Solarstromerzeugung zur Verfügung steht. Aus demselben Grund soll keine signifikante Verschattung vorhanden sein. Darüber hinaus sind ein zentrales Heizungssystem, ein unbewohntes Dachgeschoss und Platz für einen Wärmecontainer vorteilhaft.

## Entwicklung in Deutschland
Die Deutsche Energie-Agentur (dena) erwartet für 2020 die Umsetzung erster Pilotprojekte in Deutschland. Um Wirtschaftlichkeit durch Skalierung zu ermöglichen und Anreize für die Bauwirtschaft zu erzeugen, hat die dena Unternehmen der Wohnungswirtschaft in einer Absichtserklärung versammelt. Im sogenannten Volume Deal bekennen sich Wohnungsunternehmen zum Energiesprong-Konzept und geben eine Absichtserklärung zur Sanierung von 17.000 Wohnungseinheiten in den nächsten vier Jahren ab. Das Marktpotenzial ist groß; in Deutschland werden 500.000 Mehrfamilienhäuser bzw. 5 Mio. Wohnungseinheiten als technisch und ökonomisch für Energiesprong-Sanierungen geeignet eingestuft.
In den Niederlanden wurde die Umsetzbarkeit und Wirtschaftlichkeit des Energiesprong-Prinzips an Reihenhäusern bereits nachgewiesen. Wenn es gelingt, dies auf Mehrfamilienhäuser zu übertragen, die Kosten erwartungsgemäß zu senken und das Prinzip warmmietenneutrale Sanierung in die Realität umzusetzen, kann aus diesem Ansatz ein erfolgreiches Produkt werden.